# Float (oceanografia)

Schema di una float

Una float è una sonda oceanografica utilizzata per compiere misurazioni di superficie nell'oceano senza il bisogno di una nave, di carburante o di persone che ci lavorino all'interno. Le float misurano in dettaglio gli aspetti fisici e chimici dell'oceano, come per esempio la direzione e la velocità dell'acqua, la temperatura o la salinità.
Una float può scendere a una profondità predeterminata dove rimanere in galleggiamento neutro neutrale. Dopo un certo periodo di tempo, la maggior parte delle float risalgono in superficie per trasmettere i dati raccolti ad un satellite. Una float può raccogliere dati mentre è in galleggiamento neutro, o mentre si muove attraverso colonne d'acqua.